# Liolaemus sarmientoi
Liolaemus sarmientoi — вид ігуаноподібних ящірок родини Liolaemidae. Мешкає в Аргентині і Чилі. Вид названий на честь іспанського дослідника Педро Сарм'єнто де Гамбоа.

## Поширення і екологія
Liolaemus sarmientoi мешкають на півдні аргентинської провінції Санта-Крус та на сході чилійської провінції Магальянес. Вони живуть в субантарктичних чагарникових заростях, на висоті до 900 м над рівнем моря. Є всеїдними і живородними.